# James Edwards

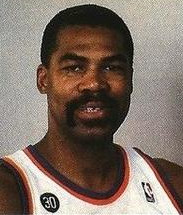
James Edwards, 1987.

James Franklin Edwards, född 22 november 1955 i Seattle i Washington, är en amerikansk före detta professionell basketspelare (C) som  tillbringade 19 säsonger (1977–1996) i den nordamerikanska basketligan National Basketball Association (NBA), där han spelade för Los Angeles Lakers, Indiana Pacers, Cleveland Cavaliers, Phoenix Suns, Detroit Pistons, Los Angeles Clippers, Portland Trail Blazers och Chicago Bulls. Under sin karriär gjorde han 14 862 poäng (12,7 poäng per match); 1 499 assists samt 6 004 rebounds, räddningar från att bollen ska hamna i nätkorgen, på 1 168 grundspelsmatcher.
Han draftades av Los Angeles Lakers 
i tredje rundan i 1977 års draft som 46:e spelare totalt.
Edwards vann två NBA-mästerskap med Detroit Pistons (1988–1990) samt Chicago Bulls fjärde NBA-mästerskap (1995–1996) på 1990-talet.
Innan han blev proffs, studerade han vid University of Washington och spelade basket för deras idrottsförening Washington Huskies.